# Soutice
Soutice (Duits: Sautitz) is een Tsjechische gemeente in de regio Midden-Bohemen en maakt deel uit van het district Benešov. Het dorp ligt op 13 kilometer afstand van de stad Vlašim.
Soutice telt 269 inwoners (2025).

## Geografie
De gemeente bestaat uit de volgende plaatsen:
- Soutice
- Černýš
- Kalná

Soutice ligt nabij de samenvloeiing van de rivieren Sázava (Duits: Sasau) en Želivka. Langs de westkant van het kadastrale gebied ligt het natuurreservaat Štěpánovský potok.

## Geschiedenis
De eerste schriftelijke vermelding van het dorp dateert van 1295.
In de veertiende eeuw woonden hier de voorouders van de familie Čábelický ze Soutic. Hun wapen was een zwarte adelaarsvleugel met gouden klauw op een rood veld. In 1363 werd voor het eerst melding gemaakt van twee burchten die hier stonden, een in het hoger gelegen deel en een in het lager gelegen deel. Rond 1390 voegde Hroch ze Soutic de dorpen Petrovice en Všebořice toe aan het landgoed van Soutice. Tussen 1440 en 1449 werd het landgoed verkocht. De nieuwe eigenaar werd Jan Buvol, een ridder afkomstig uit Radonice. Na zijn dood erfden zijn twee dochters het bezit. Zij toonden echter weinig interesse en droegen Soutice in 1500 over aan Jetřich Lukavecký z Lukavce. Hij stierf in 1542 en liet twee zonen na, Zdeněk en Jetřich. Beide burchten waren op dat moment verlaten. Zdeněk Lukavecký z Lukavce liet de lager gelegen burcht herstellen en bouwde zijn nieuwe residentie op de plaats van het huidige kasteel. De hoger gelegen burcht werd nooit meer herbouwd.
Na Lukavces dood werd het bezit verdeeld onder zijn acht zonen. Het landgoed van Soutice viel eerst toe aan de oudste, Jetřich. Na diens dood in 1600 werd Soutice beheerd door Petr, later door Jan de Jongere Lukavecký, en de laatste eigenaar van het geslacht was Matěj. Hij verkocht de residentie in 1622 aan Jan Obytecký z Obytec. Na enkele machtwisselingen werd Soutice in 1694 verkocht aan Mladota ze Solopysk en na Ostředku. Ferdinand Antonín stierf in oktober 1726 en liet een zoon na, František Michal, die toetrad tot de jezuïetenorde. Het hele bezit viel daardoor toe aan deze orde, maar kort daarop werd het verkocht aan zijn moeder en zussen. Het bezit werd in drieën verdeeld: Soutice, Dubějovice en Horka nad Sloupnou vielen toe aan Marie Anna, die getrouwd was met Josef Adam Příchovský z Příchovic.

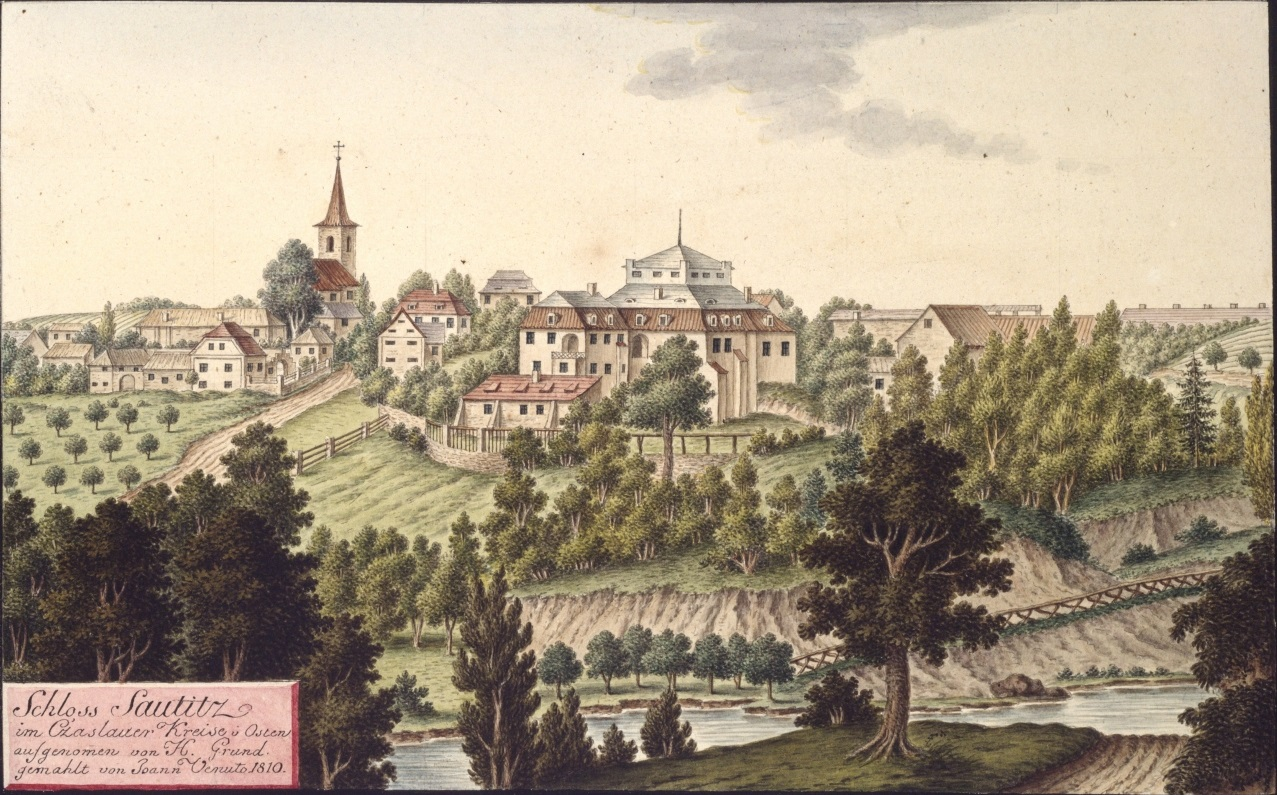
Gezicht op Soutice en het kasteel (1810)

De eigenaren raakten in de schulden en het landgoed werd geveild. Op de veiling kocht Josef František Putéani het landgoed. Hij verkocht daarvoor zijn vorige landgoed, Ostředek, en investeerde al het geld in de renovatie van het in verval geraakte Soutice. Na zijn dood in 1766 nam zijn zoon, František Antonín baron Puteáni, het beheer over. Hij stichtte in 1780 in het kasteel een school voor de opleiding van landbouwambtenaren. In Soutice waren in die tijd een steenbakkerij, kalkoven, molen en brouwerij. František Antonín Puteáni stierf in 1836. Zijn erfgenamen verkochten Soutice in 1837 aan landeigenaar Vincenzo Zahn en zijn zus Terezie Zahnová. De nieuwe eigenaar koos het plaatselijke kasteel als zijn residentie. Vincenc Zahn stierf in 1858 en het landgoed viel toe aan zijn zus. Wegens ziekte droeg zij in 1863 het landgoed van Soutice over aan haar neef Alois Ignác Zahn. Tijdens zijn bewind werd de kerk gerestaureerd en liet hij een kapel bouwen.
Na het overlijden van Zahn viel het bezit toe aan zijn neef Vincenc Alois. Vanwege een noodzakelijke, kostbare renovatie van het kasteel moest hij het echter verkopen. In maart 1897 kochten František Bedřich Noltsch en zijn vrouw Ema het landgoed van hem. Daarna wisselden de eigenaren elkaar snel af. In 1909 kocht Bohumil Kulík alles en verkocht het vijf jaar later aan dr. ing. Bohumil Mařík. Hij liet het kasteel en bijbehorend park renoveren. De familie Mařík behield het landgoed tot de nationalisatie in de jaren vijftig van de vorige eeuw. Het kasteel werd na de staatsgreep van februari inbeslaggenomen. Tijdens het communistische regime diende het als archief van het ministerie. In 2020 werd het dak van het kasteel hersteld.
Sinds 1960 maakt Soutice deel uit van het district Benešov. Het wapen en de vlag werden op 27 februari 2004 aan de gemeente toegekend bij besluit van de voorzitter van de Kamer van Afgevaardigden van het Parlement van de Tsjechische Republiek.

## Verkeer en vervoer

### Autowegen
Soutice is te bereiken via diverse regionale wegen. Ook snelweg D1 loopt in de buurt van de gemeente. 

### Spoorlijnen
Er is geen station in de gemeente. Het dichtstbijzijnde station is in Zruč nad Sázavou, op zo'n 5,5 kilometer afstand. Dat station ligt aan spoorlijn 212 Čerčany - Světlá nad Sázavou.

### Buslijnen
Er zijn twee bushaltes in de gemeente:
| Halte            | Lijn(en)    | Traject(en)                                                               | Vervoerder(s)                     |
| ---------------- | ----------- | ------------------------------------------------------------------------- | --------------------------------- |
| Soutice, Soutice | 402 795 844 | Čáslav - Praag-Roztyly Vlašim - Zruč nad Sázavou Vlašim - Dolní Kralovice | Arriva Střední Čechy CŠAD Benešov |
| Soutice, Kalná   | 795 844     | Vlašim - Zruč nad Sázavou Vlašim - Dolní Kralovice                        | CŠAD Benešov CŠAD Benešov         |

## Bezienswaardigheden
- Kasteel Soutice;

- Sint-Jacobuskerk;
- Kruis bij de Sint-Jacobuskerk;
- Standbeeld van Sint Anna;
- Standbeeld van Sint Johannes van Nepomuk.

## Galerij

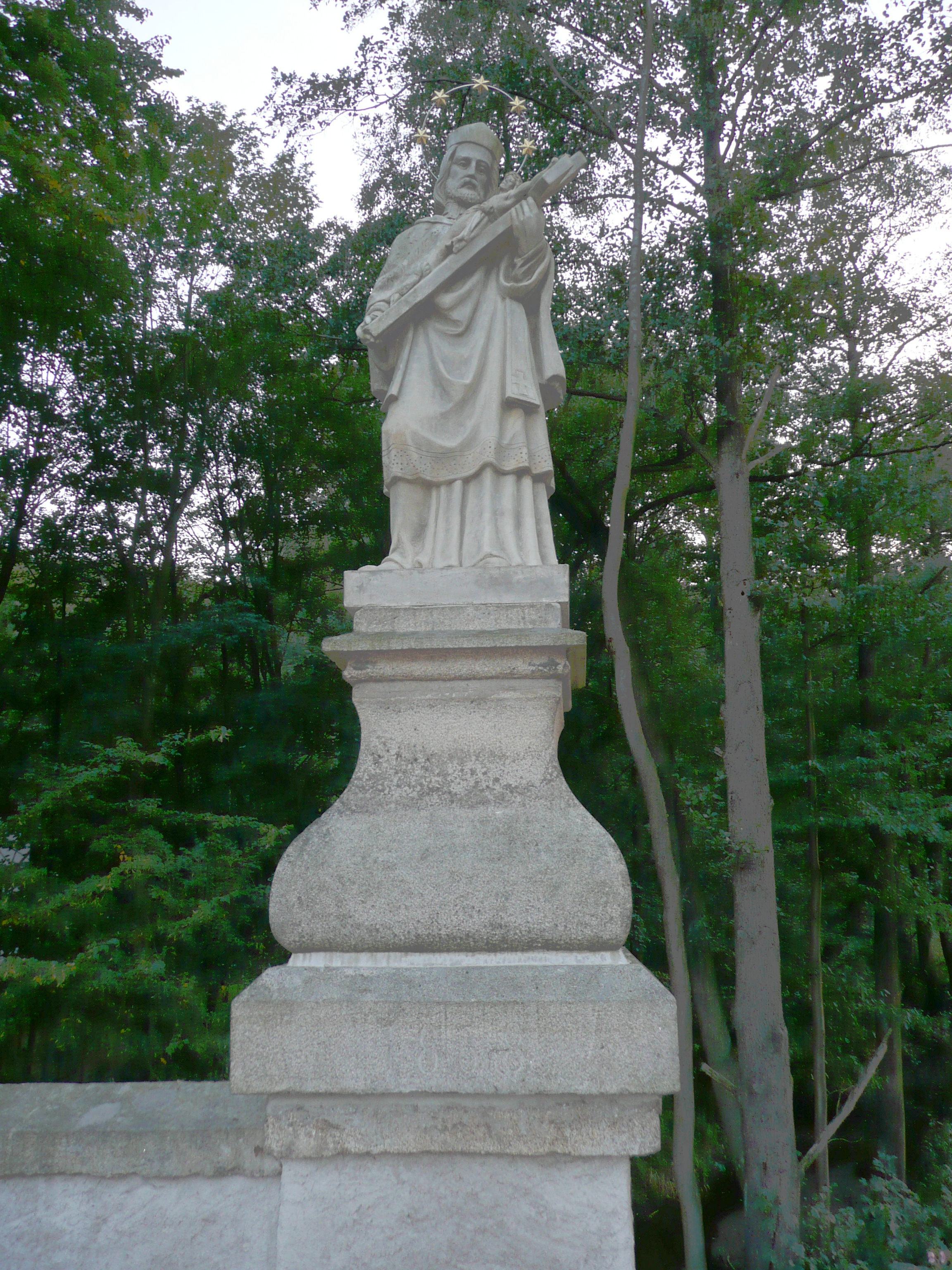
Standbeeld van Johannes van Nepomuk (2012)
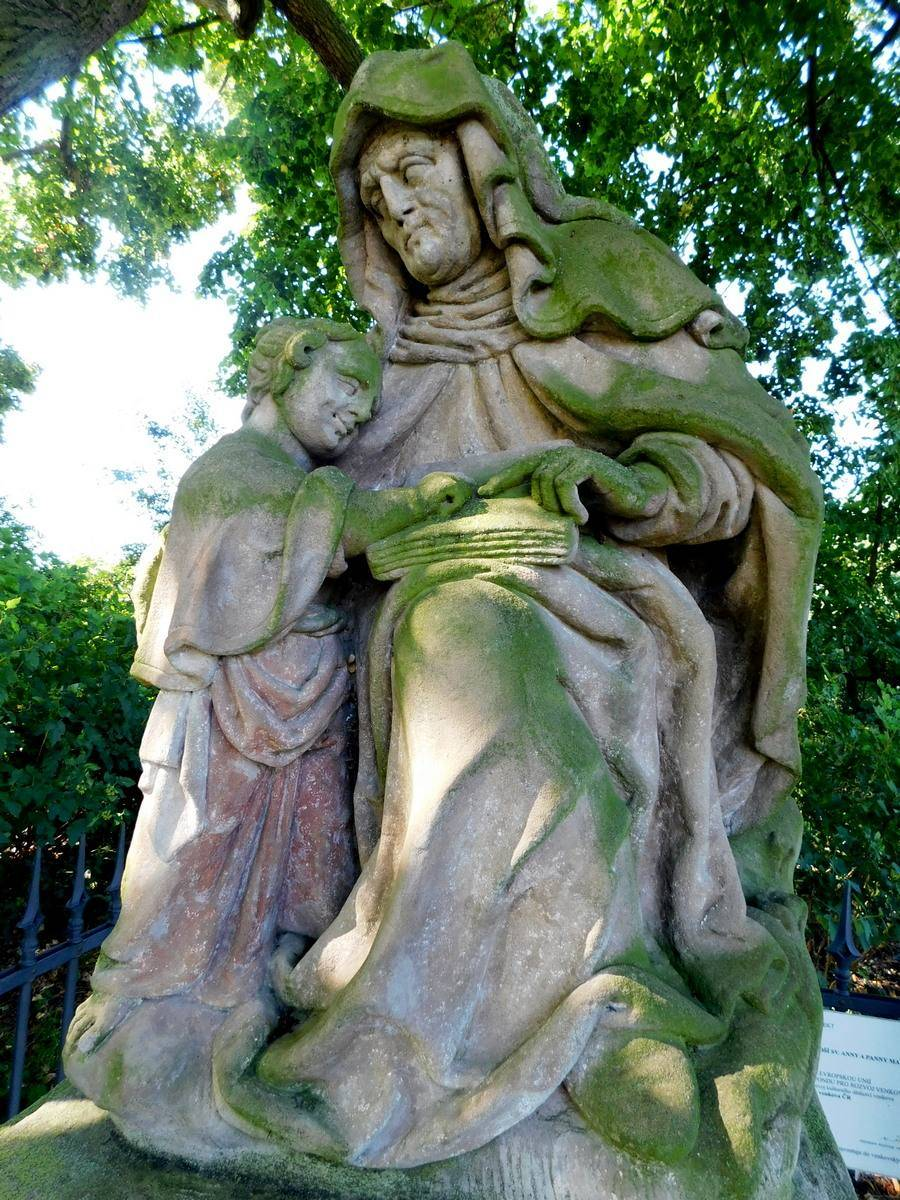
Standbeeld van Sint Anna (2021)
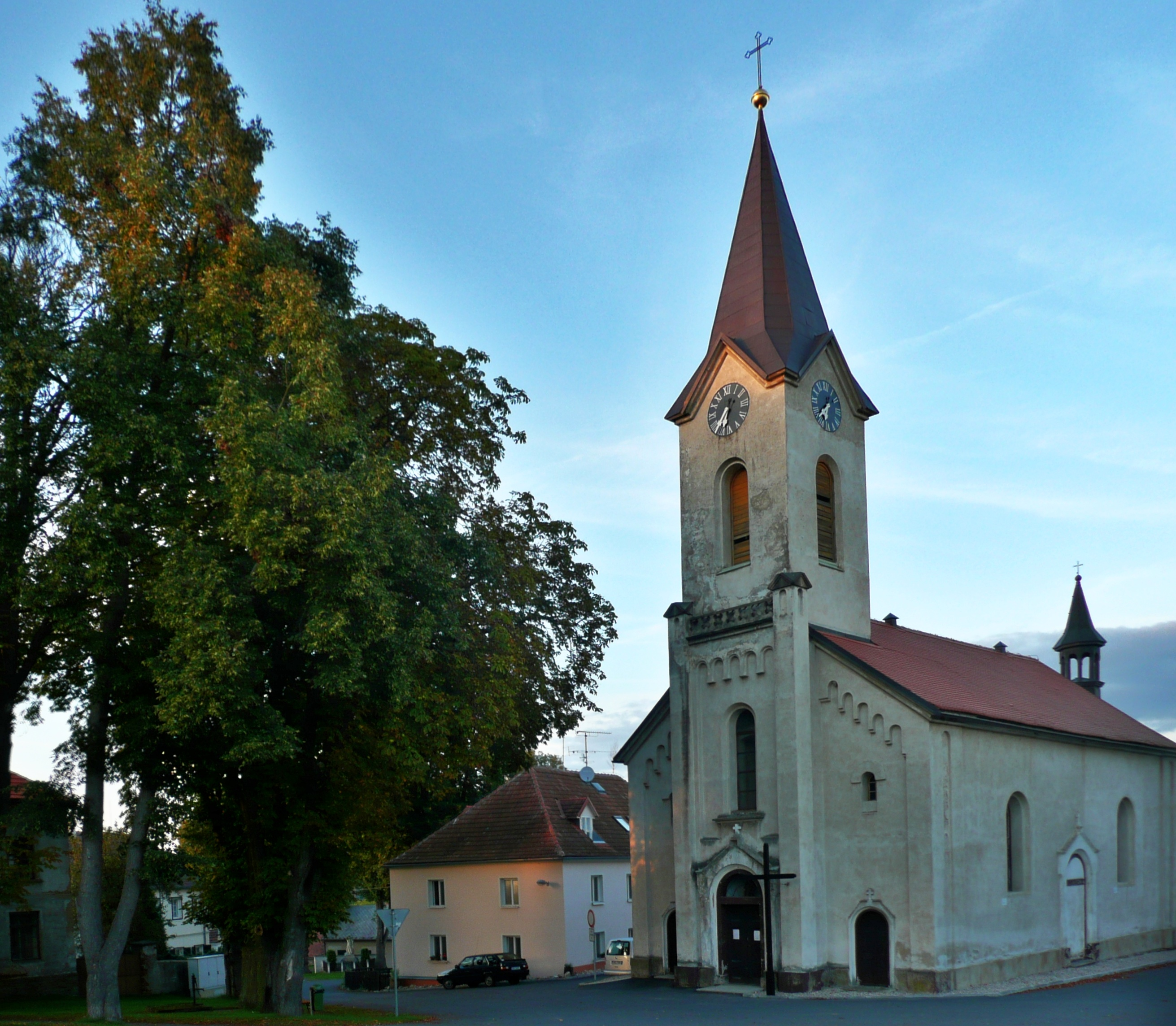
Sint-Jacobuskerk (2012)